# Henagar
Henagar is een plaats (town) in de Amerikaanse staat Alabama, en valt bestuurlijk gezien onder DeKalb County.

## Demografie
Bij de volkstelling in 2000 werd het aantal inwoners vastgesteld op 2400.
In 2006 is het aantal inwoners door het United States Census Bureau geschat op 2541, een stijging van 141 (5,9%).

## Geografie
Volgens het United States Census Bureau beslaat de plaats een oppervlakte van
56,7 km², waarvan 56,6 km² land en 0,1 km² water. Henagar ligt op ongeveer 441 m boven zeeniveau.

## Plaatsen in de nabije omgeving
De onderstaande figuur toont de plaatsen in een straal van 16 km rond Henagar.